# Бартлетт, Чарльз
Чарльз Генри Бартлетт (англ. Charles Henry Bartlett; 6 февраля 1885, Лондон — 30 ноября 1968, Лондон) — британский велогонщик, чемпион летних Олимпийских игр 1908.
На Играх 1908 в Лондоне Бартлетт соревновался только в гонке на 100 км. С результатом 2:41:48,6 он занял первое место и выиграл золотую медаль.